# La Higuera (Chili)
La Higuera is een gemeente in de Chileense provincie Elqui in de regio Coquimbo. La Higuera telde 4.241 inwoners in 2017 en heeft een oppervlakte van 4158 km².
- Library of Congress Control Number: n85078161
- Nationale Bibliotheek van Israël: 987007555340105171
- Virtual International Authority File: 146642405